# 成田健一
成田 健一（なりた けんいち、1961年1月12日 - ）は、日本の実業家、株式会社永谷園代表取締役社長。新城高校出身

## 人物・経歴
1961年1月12日、神奈川県生まれ。1983年3月立教大学経済学部卒。同年4月に永谷園（現永谷園ホールディングス）入社。2006年3月営業本部札幌営業所長、2008年4月営業本部統括部首都圏量販営業所長、2010年3月営業本部広域流通副部長、2011年10月営業本部統括部広島支店長。持株会社制移行に伴い2015年10月に現永谷園に転籍し、営業本部統括部広島支店長。2018年3月営業本部統括部名古屋支店長、2019年2月取締役営業本部長兼統括部長兼営業企画室長兼名古屋支店長、同年3月取締役営業本部長兼営業企画室長を経て2020年4月取締役営業本部長。2022年4月代表取締役社長。